# Sycamore (Illinois)
Sycamore és una població dels Estats Units a l'estat d'Illinois. Segons el cens del 2000 tenia 12.020 habitants.

## Demografia
Segons el cens del 2000, Sycamore tenia 12.020 habitants, 4.692 habitatges, i 3.148 famílies. La densitat de població era de 846,9 habitants/km².
Dels 4.692 habitatges en un 36,6% hi vivien nens de menys de 18 anys, en un 53,9% hi vivien parelles casades, en un 9,8% dones solteres, i en un 32,9% no eren unitats familiars. En el 27,4% dels habitatges hi vivien persones soles el 9,3% de les quals corresponia a persones de 65 anys o més que vivien soles. El nombre mitjà de persones vivint en cada habitatge era de 2,54 i el nombre mitjà de persones que vivien en cada família era de 3,13.
Per edats la població es repartia de la següent manera: un 28% tenia menys de 18 anys, un 8,3% entre 18 i 24, un 31,3% entre 25 i 44, un 21,5% de 45 a 60 i un 10,9% 65 anys o més.
L'edat mediana era de 35 anys. Per cada 100 dones de 18 o més anys hi havia 93,4 homes.
La renda mediana per habitatge era de 51.921 $ i la renda mediana per família de 62.083 $. Els homes tenien una renda mediana de 42.676 $ mentre que les dones 27.520 $. La renda per capita de la població era de 23.112 $. Aproximadament el 2,3% de les famílies i el 3,7% de la població estaven per davall del llindar de pobresa.

## Poblacions properes
El següent diagrama mostra les poblacions més properes.